# The Cockblockers
The Cockblockers je srpska muzička grupa iz Beograda. Osnovana je 2011. godine a čine je Nenad Todorović, Milan Mladenović i Minja Vuletić. Njihova muzika predstavlja mešavinu rokenrola i bluza.

## Istorija
Bend je nastao 2011. godine kada su Nenad Todorović i tadašnji članovi benda Aleksandar Vukajlović i Stefan Stojković krenuli prvo da sviraju obrade poznatih rok i bluz pesama da bi 2013. godine krenuli sa pravljenjem prvih autorskih pesama. U ovom sastavu, bend objavljuje prvi EP pod nazivom Give Me All I Want sa tri pesme, koji je snimljen u Wild Cat muzičkom studiju u Kragujevcu. Za sve tri pesme snimljeni su muzički spotovi, a The Cockblockers su zabeležili nastupe u klubovima i na festivalima širom Srbije, uključujući i koncerte sa Električnim orgazmom, grupom Eyesburn, Bjesovima, KBO!, Čovekom Bez Sluha i Trulom Koalicijom.
Bend je 2014. snimio singlove Girl Like That i Live Session Waiting For The Train, a 2015. singl Love Fight.
Godine 2017. The Cockblockers objavljuje album Free Your Mind za jednu od najpoznatijih muzičkih izdavačkih kuća u Srbiji - Metropolis music, sa dva specijalna gosta: Tanjom Jovićević (Oktobar 1864) i Aleksandrom Loknerom (Bajaga i Instruktori).

## Članovi
- Nenad Todorović - gitara, vokal, klavir
- Milan Mladenović - bas gitara, vokal
- Minja Vuletić - bubanj, vokal

### Bivši članovi
- Aleksandar Vukajlović - bubanj
- Stefan Stojković - bas gitara
- Luka Sovrlić - bubanj
- Petar Blagojević - bas gitara
- Nikola Grozdanić - bubanj

## Diskografija

### Albumi
- (2020)
- (2017)

### Singlovi
- (2015)
- (2014)

### Albumi uživo
- (2014)

### EP izdanja
- (2013)

## Spoljašnje veze
- The Cockblockers, zvanični sajt.
- The Cockblockers na Instagram.
- The Cockblockers na Fejsbuk.
- The Cockblockers na Jutjub.
- The Cockblockers na Deezer.
- The Cockblockers na DiscoDogs